# Audi Hungaria
AUDI HUNGARIA Zrt. sídlí v maďarském městě Ráb (maďarsky Győr), kde vyvíjí a vyrábí motory pro AUDI AG a další společnosti koncernu Volkswagen. Od roku 1998 se v Maďarsku montují také osobní vozy Audi. V roce 2013 byl otevřen nový závod pro kompletní výrobu automobilů. S celkovým objemem investic více než 6,7 mld EUR a s více než 10 000 zaměstnanci patří AUDI HUNGARIA mezi největší zahraniční investory v Maďarsku a největší zaměstnavatele v příslušném regionu. Výrobní areál je postaven na pozemku s plochou 395 hektarů.
Hlavní činností od dokončení závodu v roce 1994 je výroba motorů. V listopadu 2013 byla překonána hranice 25 milionů vyrobených motorů. V roce 2013 bylo vyrobeno 1 925 636 motorů a 42 851 automobilů, což maďarský závod Audi řadí na pozici největšího výrobce motorů na světě. V roce 2013 zahrnoval výrobní program 235 různých verzí motorů se čtyřmi až dvanácti válci a výkonem od 63 kW (85 k) do 419 kW (570 k).
Společnost AUDI HUNGARIA MOTOR Kft. byla založena v roce 1993, sériová výroba čtyřválcových motorů byla zahájena v roce 1994. V roce 1997 byla výroba motorů rozšířena o jednotky V6 a V8, v roce 2006 slavily premiéru motory V10. Od roku 2008 se v Maďarsku vyráběly také dvanáctiválcové motory TDI pro Audi Q7. AUDI HUNGARIA vyrábí rovněž motory pro supersportovní vozy Lamborghini a pro vozy Porsche.
V roce 2013 byla dokončena výstavba nového závodu na výrobu automobilů s kapacitou 125 000 vozů ročně, v němž pracuje více než 3000 zaměstnanců. V červnu 2013 byla spuštěna sériová výroba modelu Audi A3 Sedan/S3 Sedan a v říjnu 2013 následoval Audi A3 Cabriolet. Od konce července 2014 zajišťuje závod Audi v Győru také kompletní výrobu třetí generace sportovních vozů Audi TT. Od roku 1998 probíhala v maďarském závodě Audi montáž všech variant modelové řady Audi TT (do listopadu 2013 bylo vyrobeno 500 000 vozů Audi TT), později k nim přibyly také vybrané varianty modelové řady Audi A3.